# Tom Clancy's Splinter Cell: Operação Barracuda
Tom Clancy's Splinter Cell: Operação Barracuda é um romance da série Splinter Cell, criado em 2005  e
é sequência do romance Tom Clancy's Splinter Cell, criado em 2004. Ambos os romances foram escritos por
Raymond Benson, sob o pseudônimo David Michaels. Esse é o último romance do Splinter Cell a ser escrito
por Benson. O livro foi lançado em 1 de Novembro de 2005 e foi um sucesso, atingindo o número 9
dos livros mais vendidos do jornal The New York Times.
Operação Barracuda, como seu precursor, é contado em primeira pessoa, na visão de Sam Fisher,
o agente de operações secretas da NSA.
Enredo
Tomando história quase um ano depois do primeiro romance, a trama começa com
a Third Echelon tentando buscar e trazer à justiça os membros do The Shop, 
um grupo internacional de vendas de armas que teve grande participação no primeiro romance. Enquanto
Sam Fisher trabalha para coletar informações sobre o The Shop na Ucrânia e Rússia, a Third
Echelon continua sua investigação sobre como o grupo The Shop conseguiu
anteriormente adquirir informações sobre as identidades de alguns Splinter Cells e 
assassiná-los, um novo elemento da trama do primeiro livro.
No entanto, quando um cientista Alemão chamado Jeinsen, que desertou da Alemanha Oriental para
os Estados Unidos há muito tempo, desaparece, e então reaparece morto em 
Hong Kong, as cabeças começam a rolar. Jensen tinha desenvolvido um
novo veículo submarino para a Marinha dos Estados Unidos, que poderia teoricamente
carregar uma arma nuclear. Sam Fisher é enviado para saber por que o cientista
estava em Hong Kong e quem o matou; suspeita-se que um grupo local de
Tríades chamados "the Lucky Dragons"(Os Dragões Sortudos),o The Shop, e
um traidor dentro do próprio governo deles, fazem parte de uma conspiração muito maior
envolvendo um general Chinês trapaceiro chamado Lan Tun, com ambições de
invadir e conquistar Taiwan.
Como Sam Fisher nem imagina de que ele é a única esperança no mundo de 
impedir uma crise internacional, ele terá que ter um equilíbrio entre seu
trabalho e um novo relacionamento romântico que ele espera que irá finalmente trazer
a felicidade de volta à sua vida.
Recentemente, o General Tun ameaça usar o submarino para detonar uma MRUUV (uma bomba nuclear com poder
altamente devastador) ao largo da costa da Califórnia, destruindo a cidade
de Los Angeles com um catastrófico tsunami, a menos que a América
abandone Taiwan quando ele for invadido pela China. Fisher consegue
derrotar a conspiração, e todos os cosnpiradores envolvidos incluindo o
traidor, o general, e o The Shop são violentamente mortos. O ataque em
Taiwan é um fracasso, como os militares de Taiwan, com o apoio da Marinha dos Estados
Unidos, consegue afastar as forças invasoras em questão de horas.